# Kościół Świętej Rodziny w Poznaniu
Kościół Świętej Rodziny w Poznaniu – rzymskokatolicki kościół w Poznaniu, znajdujący się przy ulicy Promienistej 131 pomiędzy osiedlem Mikołaja Kopernika a dzielnicą Raszyn. Stanowi świątynię parafialną dla parafii Świętej Rodziny.

## Historia budowy
Inicjatywa budowy kościoła w tej części Poznania związana była z powstaniem nowego osiedla mieszkaniowego im. Mikołaja Kopernika, którego budowa rozpoczęła się w 1976 roku. Inicjatorem budowy nowej świątyni parafialnej był ks. kan. Józef Jasiński, ówczesny proboszcz parafii pw. Świętego Krzyża w Poznaniu na Górczynie. W 1981 roku władze wojewódzkie wydały zgodę na budowę. W tym samym roku  ks. Arcybiskup Jerzy Stroba, Metropolita Poznański zaaprobował tytuł dla nowej parafii i kościoła: Święta Rodzina. 20 czerwca 1983 roku papież Jan Paweł II, podczas pobytu w Poznaniu, poświęcił kamień węgielny. 12 grudnia 1984 roku wydany został dekret erygujący nową parafię. Do tego momentu mieszkańcy osiedla Kopernika należeli do parafii na Górczynie (częściowo także do parafii św. Andrzeja Boboli na Junikowie oraz parafii św. Jana Kantego przy ul. Grunwaldzkiej). Pierwszym proboszczem został ks. Czesław Ksoń (zm. w 2008). Zasadnicza faza prac budowlanych rozpoczęła się w 1985 roku. Po trzech latach dokonano uroczystego wmurowania kamienia węgielnego. Kościół został poświęcony w 1992 roku przez ks. Abp. Jerzego Strobę, niemniej jednak wciąż kontynuowano prace przy budowie i wyposażeniu kościoła, a także kompleksu budynków parafialnych. W latach 2003–2004 wybudowano organy piszczałkowe, a w 2007 kaplicę całodziennej adoracji Najświętszego Sakramentu. Odbiór wykończonej świątyni dokonano w 2009 roku.
W 2014 roku odbył się remont świątyni. Renowacji poddane zostały organy. Zamontowano nowy system nagłośnieniowy oraz oświetleniowy. Cały kościół został odmalowany, a niektóre elementy w prezbiterium, kruchta oraz kaplica pokutna zostały przemalowane na nowy kolor.

## Architektura
Zgodnie z założeniami bryła kościoła została wkomponowana w znajdujący się w sąsiedztwie dziewiętnastowieczny fort oraz usytuowana na osi układu centralnego osiedla Kopernika. Koncepcja projektu z jednej strony nawiązuje do toponimii osiedla związanej z tematyką astronomiczną (ulice Keplera, Newtona, Galileusza), z drugiej strony dąży do wyróżniania się wśród monotonnej blokowej zabud wy osiedla. W efekcie forma kościoła opiera się o kształty owalne i spiralne. Budowla oparta została na planie koła, wielokrotnie wykorzystanym równocześnie w aranżacji wnętrza. Kolista, rozłożysta bryła kościoła oraz jej kopuła ze świetlikami, przypomina obserwatorium astronomiczne. Z bryłą tą harmonizuje niska zabudowa domu parafialnego i sylwetka bramy wejściowej na teren przykościelny od ulicy Newtona. Współgra z nią także prześwietlony krużganek prowadzący z kościoła do domu parafialnego. Aby oddzielić kościół i przyległy doń teren od sąsiadującej ruchliwej trasy komunikacyjnej, zaprojektowano i wybudowano zaokrągloną wstęgę muru wzdłuż ulicy Promienistej do ulicy Newtona. Nad całością góruje wieża o wysokości 47 metrów, zwieńczoną krzyżem umocowanym na błękitno-szarej kuli.
Główna nawa kościoła razem z elementami jej wyposażenia i wystroju: ołtarz, ambona posiadają kształty kuliste. Sklepienie nad nawą główną w całości pokrywa fresk w kolorystyce niebiesko-białej, autorstwa Jacka Korpantego, którego tematyka obrazuje kosmos z bogactwem wirujących ciał niebieskich. Górną część sklepienia wieńczy złocista kula przypominająca Słońce. Pod sklepieniem zawieszono lampy w kształcie rakiet kosmicznych.
W prezbiterium umieszczono dominujący nad całością krzyż z rzeźbą Jezusa konającego. W prawej części prezbiterium zamontowano tabernakulum w formie srebrnej kuli obracającej się na osi jak Ziemia i inne ciała niebieskie. Za kulistą bryłą głównego ołtarza, wykonanego z różowego marmuru, rozwija się w górę ściana, na której namalowany został techniką leukaustyczną relief przedstawiający Świętą Rodzinę, którego autorem jest również Jacek Korpanty.